# Dławisz
Dławisz (Celastrus L.) – rodzaj roślin z rodziny dławiszowatych. Należy do niego około 30–40 gatunków. Występują one głównie w strefie międzyzwrotnikowej, rzadziej umiarkowanej na obu kontynentach amerykańskich (w Ameryce Północnej tylko dławisz amerykański i okrągłolistny), na Madagaskarze, w południowej i wschodniej Azji (tu największe zróżnicowanie, tylko w Chinach jest 16 endemitów) oraz w Australii i na wyspach Oceanii. Są to rośliny leśne.
Uprawiane są jako rośliny ozdobne, niektóre wykorzystywane są także jako lecznicze. Olej z nasion, korzenie i kora dławisza groniastego i sinolistnego wykorzystywane są jako środki owadobójcze. Olej z nasion dławisza wiechowatego wykorzystywany jest przy chorobach reumatycznych. W Polsce w uprawie spotykany bywa dławisz okrągłolistny, rzadziej dławisz amerykański. Pierwszy z nich dziczeje i jest już gatunkiem zadomowionym.

## Morfologia
PokrójPnącza owijające się pędami na podporach, prawoskrętne, osiągające ponad 20 m wysokości. Pędy na przekroju okrągłe, rzadko nieco graniaste (C. angulatus), nagie lub owłosione.
LiścieZimozielone i sezonowe, skrętoległe, u nasady z odpadającymi, równowąskimi przylistkami. Ogonkowe, eliptyczne do okrągławych, karbowane lub piłkowane, czasem drobno. Osiągają od 2 do 18 cm długości. Przebarwiają się jesienią na żółty kolor.
KwiatyWyrastają zebrane w kwiatostanach wierzchotkowych lub wiechowatych z kątów liści lub szczytowo. Kwiaty są symetryczne, zwykle jednopłciowe, rzadziej obupłciowe, drobne, zielonkawe lub żółtawobiałe. Działek kielicha i płatków korony jest po 5. W kwiatach obupłciowych i męskich znajduje się 5 pręcików. W kwiatach żeńskich i obupłciowych zalążnia jest górna, trójkomorowa, w każdej komorze z dwoma zalążkami. Szyjka pojedyncza zakończona jest trzema znamionami.
OwoceKuliste, żółte lub pomarańczowe, skórzaste torebki, zwykle o średnicy 5–10 mm. Pękają na trzy części, odsłaniając nasiona okryte czerwonymi lub czerwonopomarańczowymi osnówkami.

## Systematyka
Pozycja systematyczna

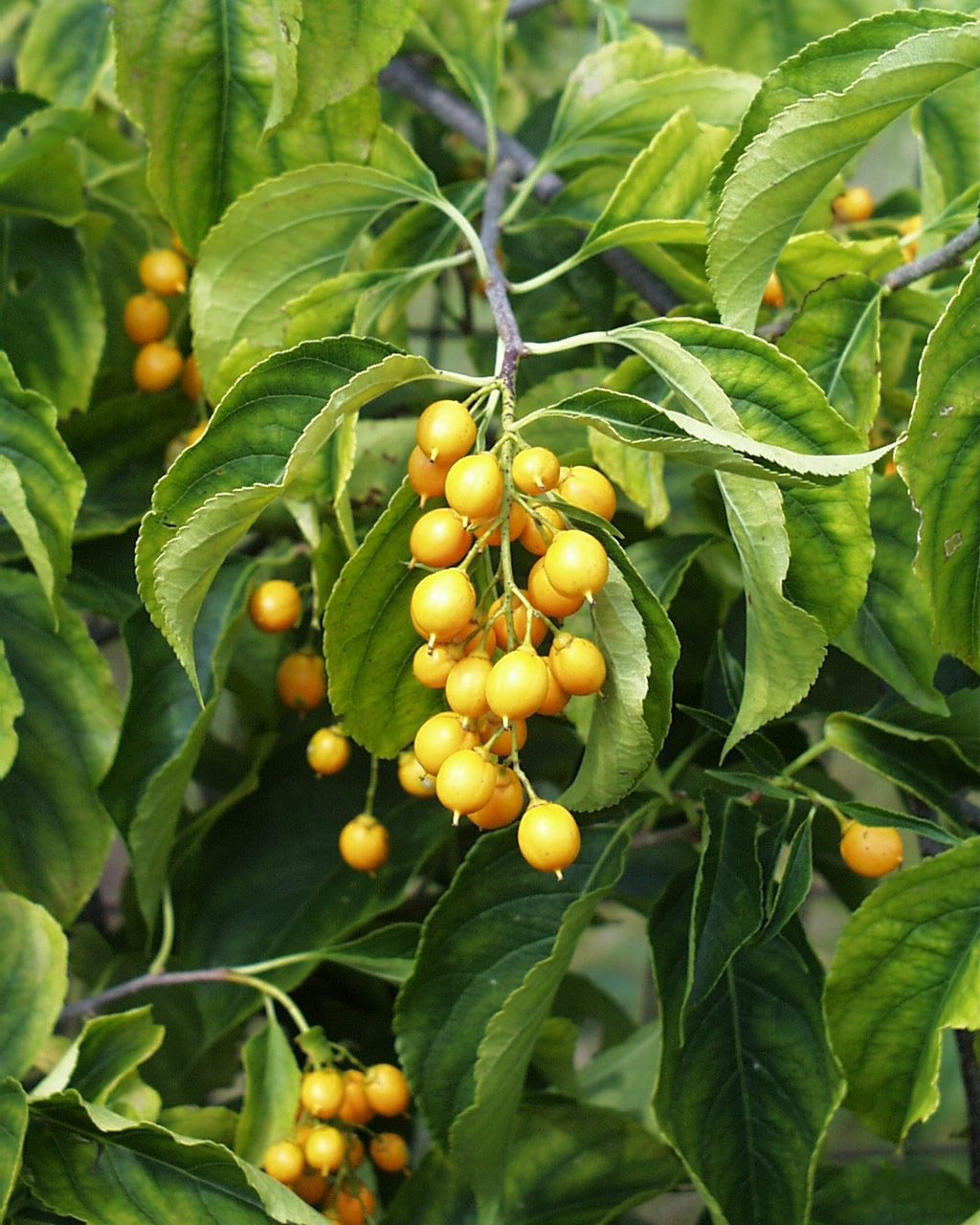
Dławisz amerykański Celastrus scandens

Rodzaj z podrodziny Celastroideae, rodziny dławiszowatych Celastraceae.
Wykaz gatunków
- Celastrus aculeatus Merr.
- Celastrus angulatus Maxim. – dławisz groniasty, d. wielkolistny
- Celastrus australis Harv. & F.Muell.
- Celastrus caseariifolius Lundell
- Celastrus cuneatus (Rehder & E.H.Wilson) C.Y.Cheng & T.C.Kao
- Celastrus flagellaris Rupr. – dławisz ciernisty
- Celastrus gemmatus Loes. – dławisz wielkopączkowy, d. brodawkowaty
- Celastrus glaucophyllus Rehder & E.H.Wilson – dławisz sinolistny
- Celastrus grenadensis Urb.
- Celastrus hindsii Benth.
- Celastrus hirsutus H.F.Comber
- Celastrus homaliifolius P.S.Hsu
- Celastrus hookeri Prain – dławisz Hookera
- Celastrus hypoleucus (Oliv.) Warb. ex Loes.
- Celastrus kusanoi Hayata
- Celastrus lenticellatus Lundell
- Celastrus madagascariensis  Loes.
- Celastrus membranifolius Prain
- Celastrus microcarpus D.Don
- Celastrus monospermoides Loes.
- Celastrus monospermus Roxb.
- Celastrus novoguineensis Merr. & L.M.Perry
- Celastrus oblanceifolius Chen H.Wang & P.C.Tsoong
- Celastrus obovatifolius X.Y.Mu & Z.X.Zhang
- Celastrus orbiculatus Thunb. – dławisz okrągłolistny
- Celastrus panamensis Lundell
- Celastrus paniculatus Willd. – dławisz wiechowaty
- Celastrus pringlei Rose
- Celastrus punctatus Thunb. – dławisz kropkowany
- Celastrus richii A.Gray
- Celastrus rosthornianus Loes. – dławisz Rosthorna
- Celastrus rugosus Rehder & E.H.Wilson
- Celastrus scandens L. – dławisz amerykański
- Celastrus stephanotiifolius (Makino) Makino
- Celastrus stylosus Wall.
- Celastrus subspicatus Hook.
- Celastrus tonkinensis Pit.
- Celastrus vaniotii (H.Lév.) Rehder
- Celastrus virens (F.T.Wang & T.Tang) C.Y.Cheng & T.C.Kao
- Celastrus vulcanicola Donn.Sm.
- Celastrus yuloensis X.Y.Mu